# Paul Eppstein

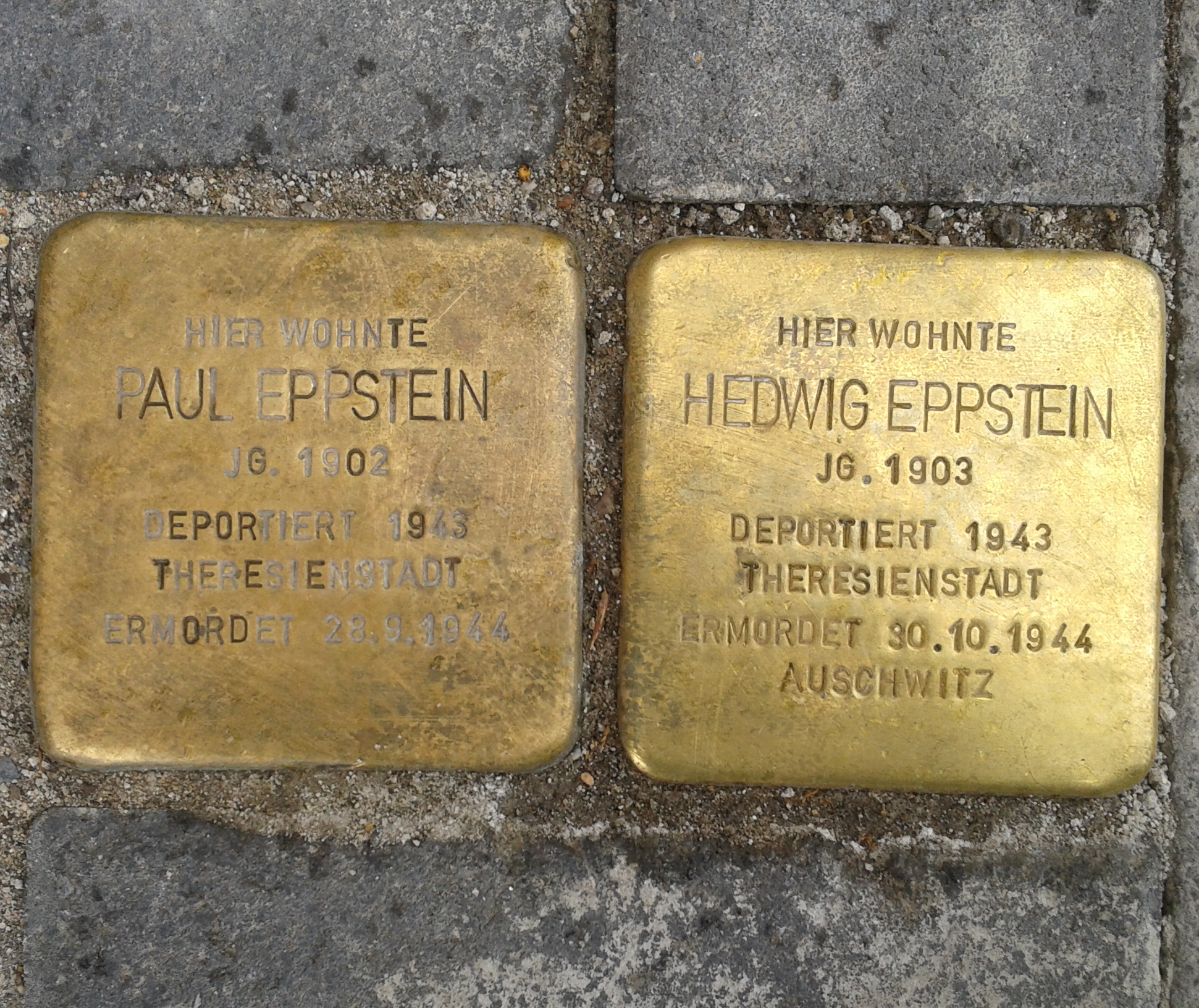
Stolpersteine in Mannheim

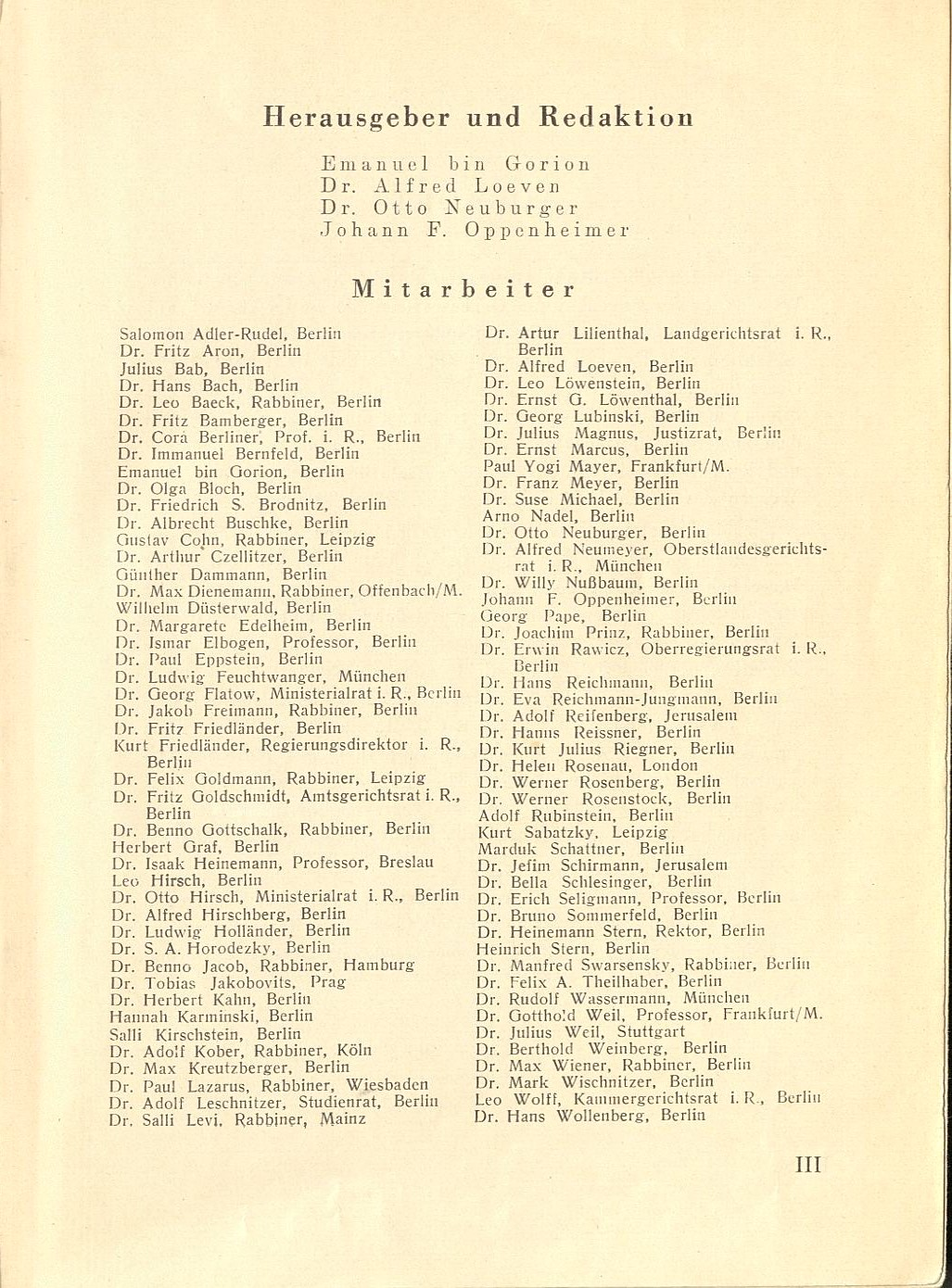
Paul Eppstein als Mitarbeiter am Philo-Lexikon (1935)

Paul Maximilian Eppstein (geboren 4. März 1902 in Ludwigshafen am Rhein; gestorben 27. oder 28. September 1944 in der Kleinen Festung Theresienstadt) war ein deutscher Soziologe und Judenältester im Ghetto Theresienstadt.

## Leben
Paul Maximilian Eppstein war Sohn des Handlungsreisenden Isidor Eppstein (1869–1916) und dessen Ehefrau Johanna, geb. Scharff (* 1874). Die frühen Kinderjahre verbrachte er in Ludwigshafen am Rhein, bevor die Familie 1908 nach Mannheim zog. 1909 wurde sein Bruder Lothar geboren († 1977 in den USA). Nach dem Tod des Vaters zog die Familie 1918 wieder zurück nach Ludwigshafen. 1920 machte er in Mannheim an der Oberrealschule sein Abitur, anschließend studierte er an der Universität Heidelberg Rechts- und Staatswissenschaften, Soziologie und Volkswirtschaft. Er promovierte 1924 an der philosophischen Fakultät. Thema seiner Dissertation: Der Durchschnitt als statistische Fiktion.
1928 wurde er Leiter der Volkshochschule Mannheim, die sich in wenigen Jahren zu einem der wichtigsten Institute dieser Art in Deutschland entwickelte. Am 14. August 1930 heiratete er in Ludwigshafen die Psychologin und
Sozialarbeiterin Dr. Hedwig Strauß. Eppstein lehrte in den 1930er Jahren an der Hochschule für die Wissenschaft des Judentums in Berlin Soziologie. 1933 erschien von ihm das Taschenbuch Die Symptomatik in der Konjunkturforschung.
Im gleichen Jahr musste er die Leitung der Volkshochschule niederlegen. Er trat auf Aufforderung des Vorstands der Reichsvertretung der Deutschen Juden in Berlin diesem bei, wo er überwiegend mit Verwaltungsfragen und sozialen Aufgaben beschäftigt war. Nach den Novemberpogromen erhielt Eppstein eine Einladung aus England zu Vorlesungen in Soziologie, die er jedoch ausschlug, da er Deutschland nicht verlassen wollte. In der folgenden Zeit wurde er mehrfach von der Gestapo verhaftet. 
Er war ab Juli 1939 in der Reichsvereinigung der Juden in Deutschland tätig und musste mehrmals im Reichssicherheitshauptamt (RSHA) im sogenannten Eichmannreferat erscheinen. Im Spätsommer 1941 wurde ihm hier als Vertreter der Reichsvereinigung, gemeinsam mit Josef Löwenherz von der Kultusgemeinde Wien, durch Adolf Eichmann im Beisein von Rolf Günther und Friedrich Suhr eröffnet, dass im September 1941 die Kennzeichnungspflicht für alle Juden im Reich eingeführt würde. Ab 19. September musste der Judenstern von jedem getragen werden, der nach den Nürnberger Gesetzen als Jude galt.
Im Januar 1943 wurde er zusammen mit seiner Frau und Leo Baeck ins Ghetto Theresienstadt deportiert, wo er als Nachfolger von Jakob Edelstein zum Judenältesten ernannt wurde. Als solcher war er unter anderem gezwungen, Deportationen in die Vernichtungslager mit vorzubereiten. Am 27. oder 28. September 1944 wurde er von SS-Männern in der Kleinen Festung Theresienstadt erschossen. Seine Frau Hedwig wurde am 28. Oktober 1944 nach Auschwitz deportiert, wo sie ebenfalls ermordet wurde.